# Mõisaküla
Mõisaküla je město v Estonsku v kraji Viljandimaa u hranic s Lotyšskem. Je považováno za nejmenší město Estonska. V roce 2016 zde žilo 790 obyvatel. Je součástí obce Mulgi.
Město má 32 ulic o celkové délce 15,5 km. Evidováno je zde 401 bytů, většinu z nich tvoří jednopatrové nebo dvoupatrové domky.
Vzdálenosti od nejbližších regionálních center jsou 49 km od Viljandi a 63 km od Pärnu.
V Mõisaküle byl roku 1934 postaven luterský kostel, který byl však v roce 1983 zapálen a zničen. V roce 2005 začala obnova kostela a roku 2014 byl opět otevřen.
Mõisaküla je rodištěm vzpěrače a olympijského medailisty Arnolda Luhaäära.